# Voyage (singel Zoë Më)
Voyage – singel szwajcarskiej piosenkarki i autorki tekstów Zoë Më, wydany 10 marca 2025 nakładem wytwórni Warner Music Group. Kompozycja reprezentowała Szwajcarię w 69. Konkursie Piosenki Eurowizji (2025).

## Tło i kompozycja
Piosenka została napisana i skomponowana przez samą artystkę we współpracy z Emily Middlemas i Tomem Oehlerem, który jest wraz z Pele Loriano odpowiedzialny również za jej produkcję. Utwór niesie ze sobą przesłanie nadziei i dążenia do bycia lepszym człowiekiem. Przykładem może być jeden z fragmentów tekstu; Les fleurs sont plus belles quand tu les arroses (Kwiaty są piękniejsze, gdy się je podlewa) odnoszący się do ludzi, którzy „mogą stać się najlepszą wersją siebie, gdy traktują się nawzajem z szacunkiem”.

## Konkurs Piosenki Eurowizji
5 marca 2025 została wybrana przez szwajcarskiego nadawcę SRG SSR na reprezentanta Szwajcarii w Konkursie Piosenki Eurowizji 2025 w Bazylei. W związku ze zwycięstwem kraju w poprzedniej edycji konkursu, piosenka została zaprezentowana w wielkim finale 17 maja 2025.

## Lista utworów
- Digital download[9]

1. „Voyage ” – 2:59

## Notowania
| Kraj            | Lista (2025)         | Najwyższa pozycja |
| --------------- | -------------------- | ----------------- |
| Austria         | Ö3 Austria Top 40    | 37                |
| Grecja          | IFPI Greece          | 36                |
| Holandia        | Dutch Single Top 100 | 6                 |
| Islandia        | Tónlistinn           | 37                |
| Litwa           | Singlų Top 100       | 18                |
| Szwajcaria      | Singles Top 100      | 7                 |
| Wielka Brytania | UK Download Chart    | 49                |
| Wielka Brytania | UK Singles Sales     | 51                |